# Élections départementales de 2015 dans les Hauts-de-Seine
Les élections départementales de 2015 dans les Hauts-de-Seine ont lieu les 22 et 29 mars. La droite, menée par Patrick Devedjian (UMP), conserve sa majorité au conseil départemental.

## Contexte départemental

### Assemblée départementale sortante
Avant les élections, le conseil général des Hauts-de-Seine fut présidé par Patrick Devedjian (UMP). Il comprend 45 conseillers généraux issus des 45 cantons des Hauts-de-Seine. Après le redécoupage cantonal de 2014, ce sont 46 conseillers départementaux qui seront élus au sein des 23 nouveaux cantons des Hauts-de-Seine.
| Parti                                | Sigle | Sigle | Élus |
| ------------------------------------ | ----- | ----- | ---- |
| Majorité (29 sièges)                 |       |       |      |
| Union pour un mouvement populaire    |       | UMP   | 23   |
| Divers droite                        |       | DVD   | 4    |
| Union des démocrates et indépendants |       | UDI   | 2    |
| Opposition (16 sièges)               |       |       |      |
| Parti communiste français            |       | PCF   | 8    |
| Parti socialiste                     |       | PS    | 7    |
| Europe Écologie Les Verts            |       | EELV  | 1    |
| Président du conseil général         |       |       |      |
| Patrick Devedjian (UMP)              |       |       |      |

### Assemblée départementale élue
| Parti                                | Sigle | Sigle | Élus |
| ------------------------------------ | ----- | ----- | ---- |
| Majorité (38 sièges)                 |       |       |      |
| Union pour un mouvement populaire    |       | UMP   | 24   |
| Union des démocrates et indépendants |       | UDI   | 10   |
| Divers droite                        |       | DVD   | 3    |
| MoDem                                |       | MoDem | 1    |
| Opposition (8 sièges)                |       |       |      |
| Front de gauche                      |       | FG    | 6    |
| Parti socialiste                     |       | PS    | 2    |
| Président du conseil départemental   |       |       |      |
| Patrick Devedjian (UMP)              |       |       |      |

## Résultats à l'échelle du département

### Résultats par nuances du ministère de l'Intérieur
Les nuances utilisées par le ministère de l'Intérieur ne tiennent pas compte des alliances locales.
| Binômes     | Binômes            | Premier tour | Premier tour | Second tour | Second tour | Sièges |
| Binômes     | Binômes            | Voix         | %            | Voix        | %           | Sièges |
| ----------- | ------------------ | ------------ | ------------ | ----------- | ----------- | ------ |
|             | Union de la droite | 132 753      | 30,84        | 122 069     | 40,89       | 26     |
|             | UMP                | 59 634       | 13,85        | 45 526      | 15,25       | 10     |
|             | DVD                | 21 382       | 4,97         | 8 897       | 2,98        | 2      |
|             | MoDem              | 1 821        | 0,42         |             |             |        |
|             | UDI                | 1 589        | 0,37         |             |             |        |
|             | DLF                | 1 081        | 0,25         |             |             |        |
| Droite      | Droite             | 218 260      | 50,71        | 176 492     | 59,12       | 38     |
|             |                    |              |              |             |             |        |
|             | Union de la gauche | 21 849       | 25,69        | 12 529      | 4,20        | 0      |
|             | Parti socialiste   | 70 731       | 16,43        | 82 746      | 27,72       | 2      |
|             | FG                 | 22 710       | 5,28         | 17 201      | 5,76        | 4      |
|             | DVG                | 22 643       | 5,26         | 6 640       | 2,22        | 2      |
|             | EELV               | 14 940       | 3,47         |             |             |        |
|             | PCF                | 1 907        | 0,44         |             |             |        |
|             | Gauche             | 154 780      | 35,96        | 119 117     | 39,90       | 8      |
|             |                    |              |              |             |             |        |
|             | FN                 | 55 498       | 12,89        | 2 914       | 0,98        | 0      |
|             |                    |              |              |             |             |        |
|             | Divers             | 1 391        | 0,32         |             |             |        |
|             |                    |              |              |             |             |        |
|             | EXG                | 491          | 0,11         |             |             |        |
|             |                    |              |              |             |             |        |
| Inscrits    | Inscrits           | 969 510      | 100,00       | 747 833     | 100,00      |        |
| Abstentions | Abstentions        | 522 467      | 53,89        | 428 487     | 57,30       |        |
| Votants     | Votants            | 447 043      | 46,11        | 319 348     | 42,70       |        |
| Blancs      | Blancs             | 13 717       | 3,07         | 16 119      | 5,05        |        |
| Nuls        | Nuls               | 2 906        | 0,65         | 4 706       | 1,47        |        |
| Exprimés    | Exprimés           | 430 420      | 96,28        | 298 523     | 93,48       |        |

### Résultats par canton
| Canton                          | Conseiller sortant          | Parti             | Parti       | Conseiller élu           | Parti           | Parti           |
| ------------------------------- | --------------------------- | ----------------- | ----------- | ------------------------ | --------------- | --------------- |
| Antony                          | Jean-Paul Dova*             |                   | UMP         | Véronique Bergerol       |                 | UMP             |
| Antony                          | Jean-Paul Dova*             | Patrick Devedjian | UMP         |                          | UMP             |                 |
| Asnières-sur-Seine-Nord         | Luc Bérard de Malavas       |                   | PS          | Canton supprimé          | Canton supprimé | Canton supprimé |
| Asnières-sur-Seine-Sud          | Cyrille Déchenoix           |                   | UMP         | Canton supprimé          | Canton supprimé | Canton supprimé |
| Asnières-sur-Seine              | Canton créé                 | Canton créé       | Canton créé | Josiane Fischer          |                 | UDI             |
| Asnières-sur-Seine              | Canton créé                 | Canton créé       | Canton créé | André Mancipoz           |                 | UMP             |
| Bagneux                         | Patrick Alexanian*          |                   | PCF         | Marie-Hélène Amiable     |                 | FG              |
| Bagneux                         | Patrick Alexanian*          | Pierre Ouzoulias  | PCF         |                          | FG              |                 |
| Bois-Colombes                   | Yves Révillon               |                   | UMP         | Canton supprimé          | Canton supprimé | Canton supprimé |
| Boulogne-Billancourt-Nord-Est   | Marie-France de Rose*       |                   | UMP         | Canton supprimé          | Canton supprimé | Canton supprimé |
| Boulogne-Billancourt-Nord-Ouest | Thierry Solère*             |                   | UMP         | Canton supprimé          | Canton supprimé | Canton supprimé |
| Boulogne-Billancourt-Sud        | Marie-Laure Godin           |                   | UMP         | Canton supprimé          | Canton supprimé | Canton supprimé |
| Boulogne-Billancourt-1          | Canton créé                 | Canton créé       | Canton créé | Pierre-Christophe Baguet |                 | UMP             |
| Boulogne-Billancourt-1          | Canton créé                 | Canton créé       | Canton créé | Armelle Gendarme         |                 | UDI             |
| Boulogne-Billancourt-2          | Canton créé                 | Canton créé       | Canton créé | Grégoire de La Roncière  |                 | DVD             |
| Boulogne-Billancourt-2          | Canton créé                 | Canton créé       | Canton créé | Marie-Laure Godin        |                 | UMP             |
| Bourg-la-Reine                  | Patrick Devedjian           |                   | UMP         | Canton supprimé          | Canton supprimé | Canton supprimé |
| Châtenay-Malabry                | Georges Siffredi            |                   | UMP         | Nathalie Léandri         |                 | UDI             |
| Châtenay-Malabry                | Georges Siffredi            | Georges Siffredi  | UMP         |                          | UMP             |                 |
| Châtillon                       | Martine Gouriet*            |                   | PS          | Anne-Christine Bataille  |                 | UMP             |
| Châtillon                       | Martine Gouriet*            | Laurent Vastel    | PS          |                          | UDI             |                 |
| Chaville                        | Christiane Barody-Weiss*    |                   | DVD         | Canton supprimé          | Canton supprimé | Canton supprimé |
| Clamart                         | Vincent Gazeilles*          |                   | EELV        | Jean-Didier Berger       |                 | UMP             |
| Clamart                         | Vincent Gazeilles*          | Isabelle Debré    | EELV        |                          | UMP             |                 |
| Clichy                          | Gilles Catoire              |                   | PS          | Alice Le Moal            |                 | MoDem           |
| Clichy                          | Gilles Catoire              | Rémi Muzeau       | PS          |                          | UMP             |                 |
| Colombes-Nord-Est               | Michèle Fritsch*            |                   | PCF         | Canton supprimé          | Canton supprimé | Canton supprimé |
| Colombes-Nord-Ouest             | Bernard Lucas*              |                   | PS          | Canton supprimé          | Canton supprimé | Canton supprimé |
| Colombes-Sud                    | Nicole Gouéta               |                   | UMP         | Canton supprimé          | Canton supprimé | Canton supprimé |
| Colombes-1                      | Canton créé                 | Canton créé       | Canton créé | Nicole Gouéta            |                 | UMP             |
| Colombes-1                      | Canton créé                 | Canton créé       | Canton créé | Sébastien Perrotel       |                 | UDI             |
| Colombes-2                      | Canton créé                 | Canton créé       | Canton créé | Isabelle Caullery        |                 | UMP             |
| Colombes-2                      | Canton créé                 | Canton créé       | Canton créé | Yves Révillon            |                 | UMP             |
| Courbevoie-Nord                 | Daniel Courtes              |                   | UMP         | Canton supprimé          | Canton supprimé | Canton supprimé |
| Courbevoie-Sud                  | Jean-André Lasserre         |                   | PS          | Canton supprimé          | Canton supprimé | Canton supprimé |
| Courbevoie-1                    | Canton créé                 | Canton créé       | Canton créé | Daniel Courtès           |                 | UMP             |
| Courbevoie-1                    | Canton créé                 | Canton créé       | Canton créé | Marie-Pierre Limoge      |                 | UDI             |
| Courbevoie-2                    | Canton créé                 | Canton créé       | Canton créé | Vincent Franchi          |                 | UMP             |
| Courbevoie-2                    | Canton créé                 | Canton créé       | Canton créé | Aurélie Taquillain       |                 | UMP             |
| Fontenay-aux-Roses              | Pascal Buchet*              |                   | PS          | Canton supprimé          | Canton supprimé | Canton supprimé |
| Garches                         | Yves Menel                  |                   | UMP         | Canton supprimé          | Canton supprimé | Canton supprimé |
| La Garenne-Colombes             | Isabelle Caullery           |                   | UMP         | Canton supprimé          | Canton supprimé | Canton supprimé |
| Gennevilliers-Nord              | Jacques Bourgoin*           |                   | PCF         | Canton supprimé          | Canton supprimé | Canton supprimé |
| Gennevilliers-Sud               | Patrice Leclerc*            |                   | PCF         | Canton supprimé          | Canton supprimé | Canton supprimé |
| Gennevilliers                   | Canton créé                 | Canton créé       | Canton créé | Elsa Faucillon           |                 | FG              |
| Gennevilliers                   | Canton créé                 | Canton créé       | Canton créé | Gabriel Massou           |                 | FG              |
| Issy-les-Moulineaux-Est         | Paul Subrini                |                   | UMP         | Canton supprimé          | Canton supprimé | Canton supprimé |
| Issy-les-Moulineaux-Ouest       | Denis Larghero              |                   | UDI         | Canton supprimé          | Canton supprimé | Canton supprimé |
| Issy-les-Moulineaux             | Canton créé                 | Canton créé       | Canton créé | Nathalie Pitrou          |                 | UDI             |
| Issy-les-Moulineaux             | Canton créé                 | Canton créé       | Canton créé | Paul Subrini             |                 | UMP             |
| Levallois-Perret-Nord           | Sylvie Ramond               |                   | UMP         | Canton supprimé          | Canton supprimé | Canton supprimé |
| Levallois-Perret-Sud            | Arnaud de Courson           |                   | DVD         | Canton supprimé          | Canton supprimé | Canton supprimé |
| Levallois-Perret                | Canton créé                 | Canton créé       | Canton créé | Frédérique Collet        |                 | DVD             |
| Levallois-Perret                | Canton créé                 | Canton créé       | Canton créé | Arnaud de Courson        |                 | DVD             |
| Malakoff                        | Catherine Margaté*          |                   | PCF         | Canton supprimé          | Canton supprimé | Canton supprimé |
| Meudon                          | Audrey Jenback*             |                   | UMP         | Denis Larghero           |                 | UDI             |
| Meudon                          | Audrey Jenback*             | Armelle Tilly     | UMP         |                          | UMP             |                 |
| Montrouge                       | Jean-Loup Metton*           |                   | UDI         | Catherine Picard         |                 | PS              |
| Montrouge                       | Jean-Loup Metton*           | Joaquim Timoteo   | UDI         |                          | PS              |                 |
| Nanterre-Nord                   | Patrick Jarry               |                   | FASE        | Canton supprimé          | Canton supprimé | Canton supprimé |
| Nanterre-Sud-Est                | Nadine Garcia*              |                   | PCF         | Canton supprimé          | Canton supprimé | Canton supprimé |
| Nanterre-Sud-Ouest              | Marie-Claude Garel*         |                   | PCF         | Canton supprimé          | Canton supprimé | Canton supprimé |
| Nanterre-1                      | Canton créé                 | Canton créé       | Canton créé | Laureen Genthon          |                 | FG              |
| Nanterre-1                      | Canton créé                 | Canton créé       | Canton créé | Patrick Jarry            |                 | FG              |
| Nanterre-2                      | Canton créé                 | Canton créé       | Canton créé | Camille Bedin            |                 | UMP             |
| Nanterre-2                      | Canton créé                 | Canton créé       | Canton créé | Christian Dupuy          |                 | UMP             |
| Neuilly-sur-Seine-Nord          | Alexandra Fourcade          |                   | UMP         | Canton supprimé          | Canton supprimé | Canton supprimé |
| Neuilly-sur-Seine-Sud           | Jean Sarkozy*               |                   | UMP         | Canton supprimé          | Canton supprimé | Canton supprimé |
| Neuilly-sur-Seine               | Canton créé                 | Canton créé       | Canton créé | Pierre-Adrien Babeau     |                 | UDI             |
| Neuilly-sur-Seine               | Canton créé                 | Canton créé       | Canton créé | Alexandra Fourcade       |                 | UMP             |
| Le Plessis-Robinson             | Philippe Pemezec*           |                   | UMP         | Canton supprimé          | Canton supprimé | Canton supprimé |
| Puteaux                         | Vincent Franchi             |                   | UMP         | Canton supprimé          | Canton supprimé | Canton supprimé |
| Rueil-Malmaison                 | Jean-Claude Caron*          |                   | DVD         | Rita Demblon             |                 | UDI             |
| Rueil-Malmaison                 | Jean-Claude Caron*          | Yves Ménel        | DVD         |                          | UMP             |                 |
| Saint-Cloud                     | Éric Berdoati               |                   | UMP         | Jeanne Bécart            |                 | UMP             |
| Saint-Cloud                     | Éric Berdoati               | Éric Berdoati     | UMP         |                          | UMP             |                 |
| Sceaux                          | Jean-Jacques Campan*        |                   | DVD         | Canton supprimé          | Canton supprimé | Canton supprimé |
| Sèvres                          | François Kosciusko-Morizet* |                   | UMP         | Canton supprimé          | Canton supprimé | Canton supprimé |
| Suresnes                        | Christian Dupuy             |                   | UMP         | Canton supprimé          | Canton supprimé | Canton supprimé |
| Vanves                          | Guy Janvier                 |                   | PS          | Canton supprimé          | Canton supprimé | Canton supprimé |
| Villeneuve-la-Garenne           | Alain-Bernard Boulanger*    |                   | UMP         | Canton supprimé          | Canton supprimé | Canton supprimé |

* Conseillers généraux sortants ne se représentant pas 

## Résultats par canton

### Canton d'Antony
| Candidats            | Candidats            | Partis      | Partis      | Premier tour | Premier tour |
| Candidats            | Candidats            | Partis      | Partis      | Voix         | %            |
| -------------------- | -------------------- | ----------- | ----------- | ------------ | ------------ |
| 1                    | Mathieu Bergounioux  |             | FG          | 1 160        | 5,67         |
| 1                    | Isabelle Delpech     |             | FG          | 1 160        | 5,67         |
| 2                    | Véronique Bergerol   |             | UMP         | 10 444       | 51,03        |
| 2                    | Patrick Devedjian*   |             | UMP         | 10 444       | 51,03        |
| 3                    | Yann Cruse           |             | EÉLV        | 1 218        | 5,95         |
| 3                    | Annie-Laure Hagel    |             | EÉLV        | 1 218        | 5,95         |
| 4                    | Marie-Claire Cloison |             | GA          | 1 570        | 7,67         |
| 4                    | Fabien Feuillade     |             | GA          | 1 570        | 7,67         |
| 5                    | Michel Georget       |             | FN          | 2 148        | 10,50        |
| 5                    | Dominique Thévenin   |             | FN          | 2 148        | 10,50        |
| 6                    | Camille Le Bris      |             | PS          | 3 926        | 19,18        |
| 6                    | Pierre Rufat         |             | PRG         | 3 926        | 19,18        |
|                      |                      |             |             |              |              |
| Inscrits             | Inscrits             | Inscrits    | Inscrits    | 40 953       | 100,00       |
| Abstentions          | Abstentions          | Abstentions | Abstentions | 19 645       | 47,97        |
| Votants              | Votants              | Votants     | Votants     | 21 308       | 52,03        |
| Blancs               | Blancs               | Blancs      | Blancs      | 842          | 3,95         |
| Nuls                 | Nuls                 | Nuls        | Nuls        | 0            | 0,00         |
| Exprimés             | Exprimés             | Exprimés    | Exprimés    | 20 466       | 96,05        |
| * conseiller sortant |                      |             |             |              |              |

### Canton d'Asnières-sur-Seine
| Candidats            | Candidats                 | Partis      | Partis      | Premier tour | Premier tour | Second tour | Second tour |
| Candidats            | Candidats                 | Partis      | Partis      | Voix         | %            | Voix        | %           |
| -------------------- | ------------------------- | ----------- | ----------- | ------------ | ------------ | ----------- | ----------- |
| 1                    | Gwenaël Blancho           |             | FN          | 1 954        | 13,33        |             |             |
| 1                    | Amandine Leproux          |             | FN          | 1 954        | 13,33        |             |             |
| 2                    | Lara Parrenin             |             | MoDem       | 400          | 2,73         |             |             |
| 2                    | Thierry Sellier           |             | MoDem       | 400          | 2,73         |             |             |
| 3                    | Cyrille Déchenoix*        |             | DVD         | 1 579        | 10,77        |             |             |
| 3                    | Hélène Pichard            |             | DVD         | 1 579        | 10,77        |             |             |
| 4                    | Marie-Christine Baillet   |             | PS          | 3 913        | 26,70        | 6 269       | 45,33       |
| 4                    | Luc Bérard de Malavas*    |             | PS          | 3 913        | 26,70        | 6 269       | 45,33       |
| 5                    | Axel Allain               |             | EÉLV        | 995          | 6,79         |             |             |
| 5                    | Marion Robert             |             | EÉLV        | 995          | 6,79         |             |             |
| 6                    | Fanny Chartier            |             | FG          | 639          | 4,36         |             |             |
| 6                    | Nino Schillaci            |             | FG          | 639          | 4,36         |             |             |
| 7                    | Ratiba Andalouci-Razzouki |             | SE          | 804          | 5,49         |             |             |
| 7                    | Xavier Colson             |             | SE          | 804          | 5,49         |             |             |
| 8                    | Josiane Fischer           |             | UDI         | 4 371        | 29,83        | 7 562       | 54,67       |
| 8                    | André Mancipoz            |             | UMP         | 4 371        | 29,83        | 7 562       | 54,67       |
|                      |                           |             |             |              |              |             |             |
| Inscrits             | Inscrits                  | Inscrits    | Inscrits    | 36 123       | 100,00       | 36 119      | 100,00      |
| Abstentions          | Abstentions               | Abstentions | Abstentions | 20 910       | 57,89        | 21 234      | 58,79       |
| Votants              | Votants                   | Votants     | Votants     | 15 213       | 42,11        | 14 885      | 42,21       |
| Blancs               | Blancs                    | Blancs      | Blancs      | 393          | 2,58         | 710         | 4,77        |
| Nuls                 | Nuls                      | Nuls        | Nuls        | 165          | 1,08         | 344         | 2,31        |
| Exprimés             | Exprimés                  | Exprimés    | Exprimés    | 14 655       | 96,33        | 13 831      | 92,92       |
| * conseiller sortant |                           |             |             |              |              |             |             |

### Canton de Bagneux
| Candidats   | Candidats            | Partis      | Partis      | Premier tour | Premier tour | Second tour | Second tour |
| Candidats   | Candidats            | Partis      | Partis      | Voix         | %            | Voix        | %           |
| ----------- | -------------------- | ----------- | ----------- | ------------ | ------------ | ----------- | ----------- |
| 1           | Aurore Gonzales      |             | UMP         | 3 570        | 23,29        | 6 728       | 45,66       |
| 1           | Philippe Lorec       |             | UMP         | 3 570        | 23,29        | 6 728       | 45,66       |
| 2           | Jérôme Fortin        |             | PS          | 3 115        | 20,32        |             |             |
| 2           | Aïcha Moutaoukil     |             | PS          | 3 115        | 20,32        |             |             |
| 3           | Jean-Jacques Bardoux |             | FN          | 2 141        | 13,97        |             |             |
| 3           | Emma Ferdinand       |             | FN          | 2 141        | 13,97        |             |             |
| 4           | Marie-Hélène Amiable |             | FG          | 5 117        | 33,39        | 8 006       | 54,34       |
| 4           | Pierre Ouzoulias     |             | FG          | 5 117        | 33,39        | 8 006       | 54,34       |
| 5           | Éric Beaufils        |             | DVD         | 1 383        | 9,02         |             |             |
| 5           | Saléha Gargari       |             | DVD         | 1 383        | 9,02         |             |             |
|             |                      |             |             |              |              |             |             |
| Inscrits    | Inscrits             | Inscrits    | Inscrits    | 34 919       | 100,00       | 34 919      | 100,00      |
| Abstentions | Abstentions          | Abstentions | Abstentions | 19 076       | 54,63        | 19 491      | 55,82       |
| Votants     | Votants              | Votants     | Votants     | 15 843       | 45,37        | 15 428      | 44,18       |
| Blancs      | Blancs               | Blancs      | Blancs      | 348          | 2,20         | 465         | 3,01        |
| Nuls        | Nuls                 | Nuls        | Nuls        | 169          | 1,07         | 229         | 1,48        |
| Exprimés    | Exprimés             | Exprimés    | Exprimés    | 15 326       | 96,74        | 14 734      | 95,50       |

### Canton de Boulogne-Billancourt-1
| Candidats   | Candidats                | Partis      | Partis      | Premier tour | Premier tour |
| Candidats   | Candidats                | Partis      | Partis      | Voix         | %            |
| ----------- | ------------------------ | ----------- | ----------- | ------------ | ------------ |
| 1           | Étienne Almayrac         |             | FG          | 475          | 2,57         |
| 1           | Sandra Talbot            |             | FG          | 475          | 2,57         |
| 2           | Pierre-Christophe Baguet |             | UMP         | 12 029       | 64,96        |
| 2           | Armelle Gendarme         |             | UDI         | 12 029       | 64,96        |
| 3           | Mireille Brion           |             | FN          | 2 011        | 10,86        |
| 3           | Rémy Dor                 |             | FN          | 2 011        | 10,86        |
| 4           | Chloé Jaillard           |             | PS          | 2 773        | 14,97        |
| 4           | Jean-Michel Tisseyre     |             | PS          | 2 773        | 14,97        |
| 5           | Baptiste Audet           |             | EÉLV        | 1 230        | 6,64         |
| 5           | Chekra Kaabi             |             | EÉLV        | 1 230        | 6,64         |
|             |                          |             |             |              |              |
| Inscrits    | Inscrits                 | Inscrits    | Inscrits    | 43 622       | 100,00       |
| Abstentions | Abstentions              | Abstentions | Abstentions | 24 470       | 56,10        |
| Votants     | Votants                  | Votants     | Votants     | 19 152       | 43,90        |
| Blancs      | Blancs                   | Blancs      | Blancs      | 634          | 3,31         |
| Nuls        | Nuls                     | Nuls        | Nuls        | 0            | 0,00         |
| Exprimés    | Exprimés                 | Exprimés    | Exprimés    | 18 518       | 96,69        |

### Canton de Boulogne-Billancourt-2
| Candidats            | Candidats               | Partis      | Partis      | Premier tour | Premier tour | Second tour | Second tour |
| Candidats            | Candidats               | Partis      | Partis      | Voix         | %            | Voix        | %           |
| -------------------- | ----------------------- | ----------- | ----------- | ------------ | ------------ | ----------- | ----------- |
| 1                    | Catherine Cyrot         |             | PS          | 4 231        | 22,87        | 5 542       | 34,11       |
| 1                    | Nicolas Gaborit         |             | PS          | 4 231        | 22,87        | 5 542       | 34,11       |
| 2                    | Emmanuel Saint-James    |             | EÉLV        | 1 760        | 9,51         |             |             |
| 2                    | Isabelle Turmaine       |             | EÉLV        | 1 760        | 9,51         |             |             |
| 3                    | Julien Dufour           |             | FN          | 2 292        | 12,39        |             |             |
| 3                    | Martine Pincemin        |             | SIEL        | 2 292        | 12,39        |             |             |
| 4                    | Gilles Chobert          |             | FG          | 746          | 4,03         |             |             |
| 4                    | Isabelle Goitia         |             | FG          | 746          | 4,03         |             |             |
| 5                    | Grégoire de La Roncière |             | DVD         | 9 475        | 51,21        | 10 705      | 65,89       |
| 5                    | Marie-Laure Godin*      |             | UMP         | 9 475        | 51,21        | 10 705      | 65,89       |
|                      |                         |             |             |              |              |             |             |
| Inscrits             | Inscrits                | Inscrits    | Inscrits    | 44 081       | 100,00       | 44 081      | 100,00      |
| Abstentions          | Abstentions             | Abstentions | Abstentions | 24 673       | 55,97        | 26 640      | 60,43       |
| Votants              | Votants                 | Votants     | Votants     | 19 408       | 44,03        | 17 441      | 39,57       |
| Blancs               | Blancs                  | Blancs      | Blancs      | 904          | 4,66         | 1 194       | 6,85        |
| Nuls                 | Nuls                    | Nuls        | Nuls        | 0            | 0,00         | 0           | 0,00        |
| Exprimés             | Exprimés                | Exprimés    | Exprimés    | 18 504       | 95,34        | 16 247      | 93,15       |
| * conseiller sortant |                         |             |             |              |              |             |             |

### Canton de Châtenay-Malabry
| Candidats            | Candidats         | Partis      | Partis      | Premier tour | Premier tour |
| Candidats            | Candidats         | Partis      | Partis      | Voix         | %            |
| -------------------- | ----------------- | ----------- | ----------- | ------------ | ------------ |
| 1                    | Marc Duret        |             | FN          | 3 086        | 12,22        |
| 1                    | Thérèse Moiteaux  |             | FN          | 3 086        | 12,22        |
| 2                    | Geneviève Colomer |             | FG          | 2 043        | 8,09         |
| 2                    | Christophe Leroy  |             | FG          | 2 043        | 8,09         |
| 3                    | Sylvie Delaune    |             | PS          | 5 676        | 22,47        |
| 3                    | Richard Vidalenc  |             | EÉLV        | 5 676        | 22,47        |
| 4                    | Nathalie Léandri  |             | UDI         | 14 457       | 57,23        |
| 4                    | Georges Siffredi* |             | UMP         | 14 457       | 57,23        |
|                      |                   |             |             |              |              |
| Inscrits             | Inscrits          | Inscrits    | Inscrits    | 52 426       | 100,00       |
| Abstentions          | Abstentions       | Abstentions | Abstentions | 26 046       | 49,68        |
| Votants              | Votants           | Votants     | Votants     | 26 380       | 50,32        |
| Blancs               | Blancs            | Blancs      | Blancs      | 950          | 3,60         |
| Nuls                 | Nuls              | Nuls        | Nuls        | 168          | 0,64         |
| Exprimés             | Exprimés          | Exprimés    | Exprimés    | 25 262       | 95,76        |
| * conseiller sortant |                   |             |             |              |              |

### Canton de Châtillon
| Candidats   | Candidats               | Partis      | Partis      | Premier tour | Premier tour | Second tour | Second tour |
| Candidats   | Candidats               | Partis      | Partis      | Voix         | %            | Voix        | %           |
| ----------- | ----------------------- | ----------- | ----------- | ------------ | ------------ | ----------- | ----------- |
| 1           | Jacqueline Segré        |             | PS          | 4 861        | 27,80        | 6 808       | 42,17       |
| 1           | Patrick Widloecher      |             | PS          | 4 861        | 27,80        | 6 808       | 42,17       |
| 2           | Anne-Christine Bataille |             | UMP         | 7 451        | 42,61        | 9 337       | 57,83       |
| 2           | Laurent Vastel          |             | UDI         | 7 451        | 42,61        | 9 337       | 57,83       |
| 3           | Marie-Claire Cailletaud |             | FG          | 1 156        | 6,61         |             |             |
| 3           | Jean-Marc Lelièvre      |             | FG          | 1 156        | 6,61         |             |             |
| 4           | Amandine Ligerot        |             | EÉLV        | 1 740        | 9,95         |             |             |
| 4           | Maxime Messier          |             | EÉLV        | 1 740        | 9,95         |             |             |
| 5           | Ghyslaine Schmitt       |             | FN          | 2 280        | 13,04        |             |             |
| 5           | Damien Yvenat           |             | FN          | 2 280        | 13,04        |             |             |
|             |                         |             |             |              |              |             |             |
| Inscrits    | Inscrits                | Inscrits    | Inscrits    | 36 455       | 100,00       | 36 455      | 100,00      |
| Abstentions | Abstentions             | Abstentions | Abstentions | 18 438       | 50,58        | 19 392      | 53,19       |
| Votants     | Votants                 | Votants     | Votants     | 18 017       | 49,42        | 17 063      | 46,81       |
| Blancs      | Blancs                  | Blancs      | Blancs      | 381          | 2,11         | 641         | 3,76        |
| Nuls        | Nuls                    | Nuls        | Nuls        | 148          | 0,82         | 277         | 1,62        |
| Exprimés    | Exprimés                | Exprimés    | Exprimés    | 17 488       | 97,06        | 16 145      | 94,62       |

### Canton de Clamart
| Candidats            | Candidats              | Partis      | Partis      | Premier tour | Premier tour | Second tour | Second tour |
| Candidats            | Candidats              | Partis      | Partis      | Voix         | %            | Voix        | %           |
| -------------------- | ---------------------- | ----------- | ----------- | ------------ | ------------ | ----------- | ----------- |
| 1                    | Yannick Geffroy        |             | PS          | 6 775        | 25,98        | 9 968       | 41,10       |
| 1                    | Guy Janvier*           |             | PS          | 6 775        | 25,98        | 9 968       | 41,10       |
| 2                    | Catherine Naviaux      |             | EÉLV        | 2 780        | 10,66        |             |             |
| 2                    | Roland Rabeau          |             | EÉLV        | 2 780        | 10,66        |             |             |
| 3                    | Gabrielle Girard       |             | FN          | 3 126        | 11,99        |             |             |
| 3                    | Jean-Charles Saglietti |             | FN          | 3 126        | 11,99        |             |             |
| 4                    | Jean-Didier Berger     |             | UMP         | 11 668       | 44,74        | 14 286      | 58,90       |
| 4                    | Isabelle Debré         |             | UMP         | 11 668       | 44,74        | 14 286      | 58,90       |
| 5                    | Boris Amoroz           |             | FG          | 1 732        | 6,64         |             |             |
| 5                    | Lucie Heurtier         |             | FG          | 1 732        | 6,64         |             |             |
|                      |                        |             |             |              |              |             |             |
| Inscrits             | Inscrits               | Inscrits    | Inscrits    | 53 080       | 100,00       | 53 080      | 100,00      |
| Abstentions          | Abstentions            | Abstentions | Abstentions | 26 227       | 49,41        | 27 432      | 51,68       |
| Votants              | Votants                | Votants     | Votants     | 26 853       | 50,59        | 25 648      | 48,32       |
| Blancs               | Blancs                 | Blancs      | Blancs      | 522          | 1,94         | 942         | 3,67        |
| Nuls                 | Nuls                   | Nuls        | Nuls        | 250          | 0,93         | 452         | 1,76        |
| Exprimés             | Exprimés               | Exprimés    | Exprimés    | 26 081       | 97,13        | 24 254      | 94,56       |
| * conseiller sortant |                        |             |             |              |              |             |             |

### Canton de Clichy
| Candidats            | Candidats             | Partis      | Partis      | Premier tour | Premier tour | Second tour | Second tour |
| Candidats            | Candidats             | Partis      | Partis      | Voix         | %            | Voix        | %           |
| -------------------- | --------------------- | ----------- | ----------- | ------------ | ------------ | ----------- | ----------- |
| 6                    | Alice Le Moal         |             | MoDem       | 3 436        | 27,61        | 6 524       | 53,90       |
| 6                    | Rémi Muzeau           |             | UMP         | 3 436        | 27,61        | 6 524       | 53,90       |
| 1                    | Marie-Claude Fournier |             | EÉLV        | 1 858        | 14,93        |             |             |
| 1                    | Aïssa Terchi          |             | FG          | 1 858        | 14,93        |             |             |
| 2                    | Gilles Catoire*       |             | PS          | 3 608        | 28,99        | 5 580       | 46,10       |
| 2                    | Danielle Ripert       |             | PS          | 3 608        | 28,99        | 5 580       | 46,10       |
| 3                    | Jean-Luc Brachet      |             | PRG         | 581          | 4,67         |             |             |
| 3                    | Claire Riou           |             | PCF         | 581          | 4,67         |             |             |
| 4                    | Rémi Carillon         |             | FN          | 1 372        | 11,03        |             |             |
| 4                    | Liliane Karous        |             | FN          | 1 372        | 11,03        |             |             |
| 5                    | Mireille Gitton       |             | UDI         | 1 589        | 12,77        |             |             |
| 5                    | Didier Schuller       |             | DVD         | 1 589        | 12,77        |             |             |
|                      |                       |             |             |              |              |             |             |
| Inscrits             | Inscrits              | Inscrits    | Inscrits    | 31 269       | 100,00       | 31 170      | 100,00      |
| Abstentions          | Abstentions           | Abstentions | Abstentions | 18 287       | 58,48        | 18 037      | 57,87       |
| Votants              | Votants               | Votants     | Votants     | 12 982       | 41,52        | 13 133      | 42,13       |
| Blancs               | Blancs                | Blancs      | Blancs      | 379          | 2,92         | 696         | 5,30        |
| Nuls                 | Nuls                  | Nuls        | Nuls        | 159          | 1,22         | 333         | 2,54        |
| Exprimés             | Exprimés              | Exprimés    | Exprimés    | 12 444       | 95,86        | 12 104      | 92,16       |
| * conseiller sortant |                       |             |             |              |              |             |             |

### Canton de Colombes-1
| Candidats            | Candidats           | Partis      | Partis      | Premier tour | Premier tour | Second tour | Second tour |
| Candidats            | Candidats           | Partis      | Partis      | Voix         | %            | Voix        | %           |
| -------------------- | ------------------- | ----------- | ----------- | ------------ | ------------ | ----------- | ----------- |
| 1                    | Brigitte Lavaud     |             | FN          | 2 404        | 15,38        |             |             |
| 1                    | Adrien Nussac       |             | FN          | 2 404        | 15,38        |             |             |
| 2                    | Ahmed Abidine       |             | SE          | 140          | 0,90         |             |             |
| 2                    | Priscillia Manoha   |             | SE          | 140          | 0,90         |             |             |
| 3                    | Denis Butaye        |             | DVD         | 619          | 3,96         |             |             |
| 3                    | Karin Nironi-Butaye |             | DVD         | 619          | 3,96         |             |             |
| 4                    | Philippe Sarre      |             | PS          | 4 536        | 29,02        | 6 968       | 45,90       |
| 4                    | Fatoumata Sow       |             | PS          | 4 536        | 29,02        | 6 968       | 45,90       |
| 5                    | Yahia Bouchouicha   |             | FG          | 1 442        | 9,22         |             |             |
| 5                    | Christiane Chombeau |             | FG          | 1 442        | 9,22         |             |             |
| 6                    | Nicole Gouéta*      |             | UMP         | 5 554        | 35,53        | 8 213       | 54,10       |
| 6                    | Sébastien Perrotel  |             | UDI         | 5 554        | 35,53        | 8 213       | 54,10       |
| 7                    | Samia Gasmi         |             | EÉLV        | 937          | 5,99         |             |             |
| 7                    | Mourad Mechakra     |             | EÉLV        | 937          | 5,99         |             |             |
|                      |                     |             |             |              |              |             |             |
| Inscrits             | Inscrits            | Inscrits    | Inscrits    | 38 190       | 100,00       | 38 190      | 100,00      |
| Abstentions          | Abstentions         | Abstentions | Abstentions | 22 004       | 57,62        | 21 990      | 57,58       |
| Votants              | Votants             | Votants     | Votants     | 16 186       | 42,38        | 16 200      | 42,42       |
| Blancs               | Blancs              | Blancs      | Blancs      | 409          | 2,53         | 703         | 4,34        |
| Nuls                 | Nuls                | Nuls        | Nuls        | 145          | 0,90         | 316         | 1,95        |
| Exprimés             | Exprimés            | Exprimés    | Exprimés    | 15 632       | 96,58        | 15 181      | 93,71       |
| * conseiller sortant |                     |             |             |              |              |             |             |

### Canton de Colombes-2
| Candidats            | Candidats            | Partis      | Partis      | Premier tour | Premier tour | Second tour | Second tour |
| Candidats            | Candidats            | Partis      | Partis      | Voix         | %            | Voix        | %           |
| -------------------- | -------------------- | ----------- | ----------- | ------------ | ------------ | ----------- | ----------- |
| 1                    | Catherine Conte      |             | DLF         | 651          | 3,26         |             |             |
| 1                    | Philippe Taillandier |             | DLF         | 651          | 3,26         |             |             |
| 2                    | Walter Fraudin       |             | FN          | 2 431        | 12,18        |             |             |
| 2                    | Elyane Penou         |             | FN          | 2 431        | 12,18        |             |             |
| 3                    | Pierre Boudailliez   |             | EÉLV        | 1 812        | 9,07         |             |             |
| 3                    | Adélaïde Naturel     |             | FG          | 1 812        | 9,07         |             |             |
| 4                    | Isabelle Caullery*   |             | UMP         | 10 649       | 53,33        | 12 173      | 68,75       |
| 4                    | Yves Révillon*       |             | UMP         | 10 649       | 53,33        | 12 173      | 68,75       |
| 5                    | Isabelle Dahan       |             | PS          | 4 424        | 22,16        | 5 532       | 31,25       |
| 5                    | Alexis Guerit        |             | PS          | 4 424        | 22,16        | 5 532       | 31,25       |
|                      |                      |             |             |              |              |             |             |
| Inscrits             | Inscrits             | Inscrits    | Inscrits    | 43 465       | 100,00       | 43 465      | 100,00      |
| Abstentions          | Abstentions          | Abstentions | Abstentions | 22 810       | 52,48        | 24 766      | 56,98       |
| Votants              | Votants              | Votants     | Votants     | 20 655       | 47,52        | 18 699      | 43,02       |
| Blancs               | Blancs               | Blancs      | Blancs      | 597          | 2,89         | 819         | 4,38        |
| Nuls                 | Nuls                 | Nuls        | Nuls        | 91           | 0,44         | 175         | 0,94        |
| Exprimés             | Exprimés             | Exprimés    | Exprimés    | 19 967       | 96,67        | 17 705      | 94,68       |
| * conseiller sortant |                      |             |             |              |              |             |             |

### Canton de Courbevoie-1
| Candidats            | Candidats           | Partis      | Partis      | Premier tour | Premier tour | Second tour | Second tour |
| Candidats            | Candidats           | Partis      | Partis      | Voix         | %            | Voix        | %           |
| -------------------- | ------------------- | ----------- | ----------- | ------------ | ------------ | ----------- | ----------- |
| 1                    | Floriane Deniau     |             | FN          | 2 553        | 13,19        |             |             |
| 1                    | Gérard Lepage       |             | FN          | 2 553        | 13,19        |             |             |
| 2                    | Stéphanie Gwizdak   |             | FG          | 822          | 4,25         |             |             |
| 2                    | Antoine Lupera      |             | FG          | 822          | 4,25         |             |             |
| 3                    | Lamiae El Oifi      |             | EÉLV        | 1 377        | 7,12         |             |             |
| 3                    | Jean-Pascal Péan    |             | EÉLV        | 1 377        | 7,12         |             |             |
| 4                    | Maria Cotora        |             | PS          | 4 224        | 21,83        | 5 497       | 31,53       |
| 4                    | Jean-Philippe Élie  |             | MoDem       | 4 224        | 21,83        | 5 497       | 31,53       |
| 5                    | Daniel Courtès*     |             | UMP         | 10 375       | 53,61        | 11 938      | 68,47       |
| 5                    | Marie-Pierre Limoge |             | UDI         | 10 375       | 53,61        | 11 938      | 68,47       |
|                      |                     |             |             |              |              |             |             |
| Inscrits             | Inscrits            | Inscrits    | Inscrits    | 43 719       | 100,00       | 43 718      | 100,00      |
| Abstentions          | Abstentions         | Abstentions | Abstentions | 23 536       | 53,83        | 25 121      | 57,46       |
| Votants              | Votants             | Votants     | Votants     | 20 183       | 46,17        | 18 597      | 42,54       |
| Blancs               | Blancs              | Blancs      | Blancs      | 777          | 3,85         | 1 090       | 5,86        |
| Nuls                 | Nuls                | Nuls        | Nuls        | 55           | 0,27         | 72          | 0,39        |
| Exprimés             | Exprimés            | Exprimés    | Exprimés    | 19 351       | 95,88        | 17 435      | 93,75       |
| * conseiller sortant |                     |             |             |              |              |             |             |

### Canton de Courbevoie-2
| Candidats            | Candidats            | Partis      | Partis      | Premier tour | Premier tour | Second tour | Second tour |
| Candidats            | Candidats            | Partis      | Partis      | Voix         | %            | Voix        | %           |
| -------------------- | -------------------- | ----------- | ----------- | ------------ | ------------ | ----------- | ----------- |
| 1                    | Vincent Franchi*     |             | UMP         | 9 919        | 45,90        | 12 339      | 63,70       |
| 1                    | Aurélie Taquillain   |             | UMP         | 9 919        | 45,90        | 12 339      | 63,70       |
| 2                    | Khalid Aït Hamou     |             | PCF         | 1 110        | 5,14         |             |             |
| 2                    | Nadia Kouki          |             | PCF         | 1 110        | 5,14         |             |             |
| 3                    | Brigitte Boumeddane  |             | FN          | 2 856        | 13,22        |             |             |
| 3                    | Gérard Brazon        |             | FN          | 2 856        | 13,22        |             |             |
| 4                    | Sylvie Cancelloni    |             | DVD         | 2 765        | 12,80        |             |             |
| 4                    | Gilles Vincent       |             | DVD         | 2 765        | 12,80        |             |             |
| 5                    | Jean-André Lasserre* |             | PS          | 4 960        | 22,95        | 7 032       | 36,30       |
| 5                    | Corinne Leroy-Burel  |             | EÉLV        | 4 960        | 22,95        | 7 032       | 36,30       |
|                      |                      |             |             |              |              |             |             |
| Inscrits             | Inscrits             | Inscrits    | Inscrits    | 48 313       | 100,00       | 48 313      | 100,00      |
| Abstentions          | Abstentions          | Abstentions | Abstentions | 25 651       | 53,09        | 27 264      | 56,43       |
| Votants              | Votants              | Votants     | Votants     | 22 662       | 46,91        | 21 049      | 43,57       |
| Blancs               | Blancs               | Blancs      | Blancs      | 889          | 3,92         | 1 339       | 6,36        |
| Nuls                 | Nuls                 | Nuls        | Nuls        | 163          | 0,72         | 339         | 1,61        |
| Exprimés             | Exprimés             | Exprimés    | Exprimés    | 21 610       | 95,36        | 19 371      | 92,03       |
| * conseiller sortant |                      |             |             |              |              |             |             |

### Canton de Gennevilliers
| Candidats   | Candidats                 | Partis      | Partis      | Premier tour | Premier tour | Second tour | Second tour |
| Candidats   | Candidats                 | Partis      | Partis      | Voix         | %            | Voix        | %           |
| ----------- | ------------------------- | ----------- | ----------- | ------------ | ------------ | ----------- | ----------- |
| 1           | Elsa Faucillon            |             | FG          | 5 221        | 44,03        | 9 195       | 75,94       |
| 1           | Gabriel Massou            |             | FG          | 5 221        | 44,03        | 9 195       | 75,94       |
| 2           | Yvonne Boukhedimi         |             | EXG         | 237          | 2,00         |             |             |
| 2           | Jean Grimal               |             | EXG         | 237          | 2,00         |             |             |
| 3           | William Leday             |             | PS          | 1 562        | 13,17        |             |             |
| 3           | Sihem Souid               |             | PS          | 1 562        | 13,17        |             |             |
| 4           | Jacqueline Marichez-Cléro |             | UMP         | 2 008        | 16,93        |             |             |
| 4           | Pascal Pelain             |             | UDI         | 2 008        | 16,93        |             |             |
| 5           | Alain Lortal              |             | EÉLV        | 524          | 4,42         |             |             |
| 5           | Eve Nielbien              |             | EÉLV        | 524          | 4,42         |             |             |
| 6           | Tommy Anou                |             | FN          | 2 306        | 19,45        | 2 914       | 24,06       |
| 6           | Lucia Laporte             |             | SIEL        | 2 306        | 19,45        | 2 914       | 24,06       |
|             |                           |             |             |              |              |             |             |
| Inscrits    | Inscrits                  | Inscrits    | Inscrits    | 33 507       | 100,00       | 33 507      | 100,00      |
| Abstentions | Abstentions               | Abstentions | Abstentions | 21 056       | 62,84        | 20 536      | 61,29       |
| Votants     | Votants                   | Votants     | Votants     | 12 451       | 37,16        | 12 971      | 38,71       |
| Blancs      | Blancs                    | Blancs      | Blancs      | 425          | 3,41         | 631         | 4,86        |
| Nuls        | Nuls                      | Nuls        | Nuls        | 168          | 1,35         | 231         | 1,78        |
| Exprimés    | Exprimés                  | Exprimés    | Exprimés    | 11 858       | 95,24        | 12 109      | 93,35       |

### Canton d'Issy-les-Moulineaux
| Candidats            | Candidats           | Partis      | Partis      | Premier tour | Premier tour | Second tour | Second tour |
| Candidats            | Candidats           | Partis      | Partis      | Voix         | %            | Voix        | %           |
| -------------------- | ------------------- | ----------- | ----------- | ------------ | ------------ | ----------- | ----------- |
| 1                    | Floraine Cordier    |             | EÉLV        | 2 139        | 11,04        |             |             |
| 1                    | Salim Mounir Alaoui |             | FG          | 2 139        | 11,04        |             |             |
| 2                    | Thomas Puijalon     |             | PS          | 4 321        | 22,31        | 5 605       | 32,85       |
| 2                    | Kathy Similowski    |             | PS          | 4 321        | 22,31        | 5 605       | 32,85       |
| 3                    | Béatrice Cariou     |             | NC          | 947          | 4,89         |             |             |
| 3                    | Jérôme Dutel        |             | NC          | 947          | 4,89         |             |             |
| 4                    | Anne-Laure Maleyre  |             | FN          | 2 026        | 10,46        |             |             |
| 4                    | François Ravier     |             | FN          | 2 026        | 10,46        |             |             |
| 5                    | Nathalie Pitrou     |             | UDI         | 9 935        | 51,30        | 11 460      | 67,15       |
| 5                    | Paul Subrini*       |             | UMP         | 9 935        | 51,30        | 11 460      | 67,15       |
|                      |                     |             |             |              |              |             |             |
| Inscrits             | Inscrits            | Inscrits    | Inscrits    | 44 159       | 100,00       | 44 159      | 100,00      |
| Abstentions          | Abstentions         | Abstentions | Abstentions | 23 877       | 54,07        | 25 693      | 58,18       |
| Votants              | Votants             | Votants     | Votants     | 20 282       | 45,93        | 18 466      | 41,82       |
| Blancs               | Blancs              | Blancs      | Blancs      | 914          | 4,51         | 1 401       | 7,59        |
| Nuls                 | Nuls                | Nuls        | Nuls        | 0            | 0,00         | 0           | 0,00        |
| Exprimés             | Exprimés            | Exprimés    | Exprimés    | 19 368       | 95,49        | 17 065      | 92,41       |
| * conseiller sortant |                     |             |             |              |              |             |             |

### Canton de Levallois-Perret
| Candidats            | Candidats             | Partis      | Partis      | Premier tour | Premier tour | Second tour | Second tour |
| Candidats            | Candidats             | Partis      | Partis      | Voix         | %            | Voix        | %           |
| -------------------- | --------------------- | ----------- | ----------- | ------------ | ------------ | ----------- | ----------- |
| 1                    | Zaïm Alâlou           |             | PCF         | 797          | 4,17         |             |             |
| 1                    | Annie Mandois         |             | PCF         | 797          | 4,17         |             |             |
| 2                    | Dominique Cloarec     |             | EÉLV        | 3 063        | 16,01        |             |             |
| 2                    | Guillaume Deshors     |             | PS          | 3 063        | 16,01        |             |             |
| 3                    | Véronique Rivoire     |             | FN          | 2 229        | 11,65        |             |             |
| 3                    | Geoffroy Rondepierre  |             | FN          | 2 229        | 11,65        |             |             |
| 4                    | Frédérique Collet     |             | DVD         | 5 876        | 30,72        | 8 897       | 53,29       |
| 4                    | Arnaud de Courson *   |             | DVD         | 5 876        | 30,72        | 8 897       | 53,29       |
| 5                    | Loïc Leprince-Ringuet |             | UMP         | 7 165        | 37,45        | 7 798       | 46,70       |
| 5                    | Sylvie Ramond*        |             | UMP         | 7 165        | 37,45        | 7 798       | 46,70       |
|                      |                       |             |             |              |              |             |             |
| Inscrits             | Inscrits              | Inscrits    | Inscrits    | 40 978       | 100,00       | 40 978      | 100,00      |
| Abstentions          | Abstentions           | Abstentions | Abstentions | 21 277       | 51,92        | 22 921      | 55,94       |
| Votants              | Votants               | Votants     | Votants     | 19 701       | 48,08        | 18 057      | 44,06       |
| Blancs               | Blancs                | Blancs      | Blancs      | 415          | 2,11         | 985         | 5,45        |
| Nuls                 | Nuls                  | Nuls        | Nuls        | 156          | 0,79         | 377         | 2,08        |
| Exprimés             | Exprimés              | Exprimés    | Exprimés    | 19 130       | 97,10        | 16 695      | 92,45       |
| * conseiller sortant |                       |             |             |              |              |             |             |

### Canton de Meudon
| Candidats            | Candidats               | Partis      | Partis      | Premier tour | Premier tour | Second tour | Second tour |
| Candidats            | Candidats               | Partis      | Partis      | Voix         | %            | Voix        | %           |
| -------------------- | ----------------------- | ----------- | ----------- | ------------ | ------------ | ----------- | ----------- |
| 1                    | Yannick Chazot          |             | FN          | 2 577        | 12,26        |             |             |
| 1                    | Marc Thomas             |             | FN          | 2 577        | 12,26        |             |             |
| 2                    | Romain Chetaille        |             | DVD         | 1 512        | 7,19         |             |             |
| 2                    | Nadia Mordelet-Carrière |             | DVD         | 1 512        | 7,19         |             |             |
| 3                    | Luc Chapon              |             | FG          | 1 116        | 5,31         |             |             |
| 3                    | Monique Couteaux        |             | FG          | 1 116        | 5,31         |             |             |
| 4                    | Denis Larghero*         |             | UDI         | 8 704        | 41,41        | 11 640      | 61,95       |
| 4                    | Armelle Tilly           |             | UMP         | 8 704        | 41,41        | 11 640      | 61,95       |
| 5                    | Julia Carrasco          |             | DLF         | 430          | 2,05         |             |             |
| 5                    | Guy Giraud-Morel        |             | DLF         | 430          | 2,05         |             |             |
| 6                    | Cécile Ardans-Vilain    |             | PS          | 4 842        | 23,04        | 7 149       | 38,05       |
| 6                    | Denis Maréchal          |             | PS          | 4 842        | 23,04        | 7 149       | 38,05       |
| 7                    | Thierry Besançon        |             | PRG         | 1 836        | 8,74         |             |             |
| 7                    | Françoise Roure         |             | EÉLV        | 1 836        | 8,74         |             |             |
|                      |                         |             |             |              |              |             |             |
| Inscrits             | Inscrits                | Inscrits    | Inscrits    | 44 418       | 100,00       | 44 418      | 100,00      |
| Abstentions          | Abstentions             | Abstentions | Abstentions | 22 744       | 51,20        | 24 420      | 54,98       |
| Votants              | Votants                 | Votants     | Votants     | 21 674       | 48,80        | 19 998      | 45,02       |
| Blancs               | Blancs                  | Blancs      | Blancs      | 450          | 2,08         | 840         | 4,20        |
| Nuls                 | Nuls                    | Nuls        | Nuls        | 207          | 0,96         | 369         | 1,85        |
| Exprimés             | Exprimés                | Exprimés    | Exprimés    | 21 017       | 96,97        | 18 789      | 93,95       |
| * conseiller sortant |                         |             |             |              |              |             |             |

### Canton de Montrouge
| Candidats   | Candidats           | Partis      | Partis      | Premier tour | Premier tour | Second tour | Second tour |
| Candidats   | Candidats           | Partis      | Partis      | Voix         | %            | Voix        | %           |
| ----------- | ------------------- | ----------- | ----------- | ------------ | ------------ | ----------- | ----------- |
| 1           | Catherine Picard    |             | PS          | 6 358        | 28,67        | 10 496      | 52,32       |
| 1           | Joaquim Timoteo     |             | PS          | 6 358        | 28,67        | 10 496      | 52,32       |
| 2           | Bernadette Brossat  |             | LO          | 491          | 2,21         |             |             |
| 2           | Yves Cailloce       |             | LO          | 491          | 2,21         |             |             |
| 3           | Clément Forestier   |             | UMP         | 7 418        | 33,46        | 9 565       | 47,68       |
| 3           | Isabelle Parain     |             | UDI         | 7 418        | 33,46        | 9 565       | 47,68       |
| 4           | Rodéric Aarsse      |             | EÉLV        | 5 238        | 23,62        |             |             |
| 4           | Jacqueline Belhomme |             | FG          | 5 238        | 23,62        |             |             |
| 5           | Pauline Guibert     |             | FN          | 2 668        | 12,03        |             |             |
| 5           | Jonathan Tomazio    |             | FN          | 2 668        | 12,03        |             |             |
|             |                     |             |             |              |              |             |             |
| Inscrits    | Inscrits            | Inscrits    | Inscrits    | 47 371       | 100,00       | 47 371      | 100,00      |
| Abstentions | Abstentions         | Abstentions | Abstentions | 24 464       | 51,64        | 25 980      | 54,84       |
| Votants     | Votants             | Votants     | Votants     | 22 907       | 48,36        | 21 391      | 45,16       |
| Blancs      | Blancs              | Blancs      | Blancs      | 481          | 2,10         | 913         | 4,27        |
| Nuls        | Nuls                | Nuls        | Nuls        | 253          | 1,10         | 417         | 1,95        |
| Exprimés    | Exprimés            | Exprimés    | Exprimés    | 22 173       | 96,80        | 20 061      | 93,78       |

### Canton de Nanterre-1
| Candidats            | Candidats               | Partis      | Partis      | Premier tour | Premier tour | Second tour | Second tour |
| Candidats            | Candidats               | Partis      | Partis      | Voix         | %            | Voix        | %           |
| -------------------- | ----------------------- | ----------- | ----------- | ------------ | ------------ | ----------- | ----------- |
| 1                    | Alexandre Ampilhac      |             | PRG         | 773          | 6,77         |             |             |
| 1                    | Fatia Bentot            |             | DVG         | 773          | 6,77         |             |             |
| 2                    | Patrice Marchal         |             | PS          | 1 516        | 13,27        |             |             |
| 2                    | Thérèse Ngimbous-Batjôm |             | PS          | 1 516        | 13,27        |             |             |
| 3                    | Laureen Genthon         |             | FG          | 4 832        | 42,30        | 6 640       | 63,69       |
| 3                    | Patrick Jarry*          |             | FG          | 4 832        | 42,30        | 6 640       | 63,69       |
| 4                    | Renaud Charbonnier      |             | FN          | 2 051        | 17,96        |             |             |
| 4                    | Frédérique Cingala      |             | FN          | 2 051        | 17,96        |             |             |
| 5                    | Alexandre Guillemaud    |             | UDI         | 2 251        | 19,71        | 3 785       | 36,31       |
| 5                    | Lorraine Régis          |             | UMP         | 2 251        | 19,71        | 3 785       | 36,31       |
|                      |                         |             |             |              |              |             |             |
| Inscrits             | Inscrits                | Inscrits    | Inscrits    | 29 398       | 100,00       | 29 398      | 100,00      |
| Abstentions          | Abstentions             | Abstentions | Abstentions | 17 459       | 59,39        | 18 304      | 62,26       |
| Votants              | Votants                 | Votants     | Votants     | 11 939       | 40,61        | 11 094      | 37,74       |
| Blancs               | Blancs                  | Blancs      | Blancs      | 368          | 3,08         | 488         | 4,40        |
| Nuls                 | Nuls                    | Nuls        | Nuls        | 148          | 1,24         | 181         | 1,63        |
| Exprimés             | Exprimés                | Exprimés    | Exprimés    | 11 423       | 95,68        | 10 425      | 93,97       |
| * conseiller sortant |                         |             |             |              |              |             |             |

### Canton de Nanterre-2
| Candidats            | Candidats           | Partis      | Partis      | Premier tour | Premier tour | Second tour | Second tour |
| Candidats            | Candidats           | Partis      | Partis      | Voix         | %            | Voix        | %           |
| -------------------- | ------------------- | ----------- | ----------- | ------------ | ------------ | ----------- | ----------- |
| 1                    | Colette Gadiot      |             | FN          | 2 775        | 15,52        |             |             |
| 1                    | Laurent Salles      |             | FN          | 2 775        | 15,52        |             |             |
| 2                    | Habiba Bigdade      |             | PS          | 3 913        | 21,89        | 6 496       | 40,75       |
| 2                    | Antoine Seguin      |             | PS          | 3 913        | 21,89        | 6 496       | 40,75       |
| 3                    | Camille Bedin       |             | UMP         | 7 599        | 42,51        | 9 446       | 59,25       |
| 3                    | Christian Dupuy*    |             | UMP         | 7 599        | 42,51        | 9 446       | 59,25       |
| 4                    | Samir Abdelouahed   |             | FG          | 2 540        | 14,21        |             |             |
| 4                    | Paule Ballut        |             | PCF         | 2 540        | 14,21        |             |             |
| 5                    | Dominique Bara      |             | MoDem       | 1 048        | 5,86         |             |             |
| 5                    | François de Lajarte |             | MoDem       | 1 048        | 5,86         |             |             |
|                      |                     |             |             |              |              |             |             |
| Inscrits             | Inscrits            | Inscrits    | Inscrits    | 43 468       | 100,00       | 43 468      | 100,00      |
| Abstentions          | Abstentions         | Abstentions | Abstentions | 24 681       | 56,78        | 26 160      | 60,18       |
| Votants              | Votants             | Votants     | Votants     | 18 787       | 43,22        | 17 308      | 39,82       |
| Blancs               | Blancs              | Blancs      | Blancs      | 830          | 4,42         | 1 236       | 7,14        |
| Nuls                 | Nuls                | Nuls        | Nuls        | 82           | 0,44         | 130         | 0,75        |
| Exprimés             | Exprimés            | Exprimés    | Exprimés    | 17 875       | 95,15        | 15 942      | 92,11       |
| * conseiller sortant |                     |             |             |              |              |             |             |

### Canton de Neuilly-sur-Seine
| Candidats            | Candidats             | Partis      | Partis      | Premier tour | Premier tour |
| Candidats            | Candidats             | Partis      | Partis      | Voix         | %            |
| -------------------- | --------------------- | ----------- | ----------- | ------------ | ------------ |
| 1                    | Pierre-Adrien Babeau  |             | UDI         | 10 470       | 63,46        |
| 1                    | Alexandra Fourcade*   |             | UMP         | 10 470       | 63,46        |
| 2                    | Jean-Christophe Comet |             | FN          | 1 840        | 11,15        |
| 2                    | Françoise Debrossard  |             | FN          | 1 840        | 11,15        |
| 3                    | Franck Keller         |             | DVD         | 2 318        | 14,05        |
| 3                    | Michèle Schleiffer    |             | DVD         | 2 318        | 14,05        |
| 4                    | François Charlery     |             | EÉLV        | 636          | 3,85         |
| 4                    | Marion Rothman        |             | DVG         | 636          | 3,85         |
| 5                    | Marie Brannens        |             | PS          | 1 235        | 7,49         |
| 5                    | Benoît Vienot         |             | PS          | 1 235        | 7,49         |
|                      |                       |             |             |              |              |
| Inscrits             | Inscrits              | Inscrits    | Inscrits    | 36 941       | 100,00       |
| Abstentions          | Abstentions           | Abstentions | Abstentions | 20 142       | 54,52        |
| Votants              | Votants               | Votants     | Votants     | 16 799       | 45,48        |
| Blancs               | Blancs                | Blancs      | Blancs      | 223          | 1,33         |
| Nuls                 | Nuls                  | Nuls        | Nuls        | 77           | 0,46         |
| Exprimés             | Exprimés              | Exprimés    | Exprimés    | 16 499       | 98,21        |
| * conseiller sortant |                       |             |             |              |              |

### Canton de Rueil-Malmaison
| Candidats            | Candidats               | Partis      | Partis      | Premier tour | Premier tour | Second tour | Second tour |
| Candidats            | Candidats               | Partis      | Partis      | Voix         | %            | Voix        | %           |
| -------------------- | ----------------------- | ----------- | ----------- | ------------ | ------------ | ----------- | ----------- |
| 1                    | Bérengère Bonnet        |             | EÉLV        | 1 743        | 7,11         |             |             |
| 1                    | Michel Durand           |             | EÉLV        | 1 743        | 7,11         |             |             |
| 2                    | Jean-François de Tappie |             | FN          | 3 140        | 12,81        |             |             |
| 2                    | Huguette Fatna          |             | FN          | 3 140        | 12,81        |             |             |
| 3                    | Rita Demblon            |             | UDI         | 10 055       | 41,03        | 14 096      | 69,00       |
| 3                    | Yves Ménel*             |             | UMP         | 10 055       | 41,03        | 14 096      | 69,00       |
| 4                    | Anne-Françoise Bernard  |             | NC          | 3 983        | 16,25        |             |             |
| 4                    | François Jeanmaire      |             | NC          | 3 983        | 16,25        |             |             |
| 5                    | François Andia          |             | PS          | 4 098        | 16,72        | 6 334       | 31,00       |
| 5                    | Martine Jambon          |             | PS          | 4 098        | 16,72        | 6 334       | 31,00       |
| 6                    | Grégory Berthault       |             | MCPA        | 447          | 1,82         |             |             |
| 6                    | Isabelle Laquerrière    |             | MCPA        | 447          | 1,82         |             |             |
| 7                    | Marc Becquey            |             | FG          | 1 041        | 4,25         |             |             |
| 7                    | Dominique Richer        |             | FG          | 1 041        | 4,25         |             |             |
|                      |                         |             |             |              |              |             |             |
| Inscrits             | Inscrits                | Inscrits    | Inscrits    | 55 024       | 100,00       | 55 024      | 100,00      |
| Abstentions          | Abstentions             | Abstentions | Abstentions | 29 893       | 54,33        | 33 104      | 60,16       |
| Votants              | Votants                 | Votants     | Votants     | 25 131       | 45,67        | 21 920      | 39,84       |
| Blancs               | Blancs                  | Blancs      | Blancs      | 466          | 1,85         | 1 026       | 4,68        |
| Nuls                 | Nuls                    | Nuls        | Nuls        | 158          | 0,63         | 464         | 2,12        |
| Exprimés             | Exprimés                | Exprimés    | Exprimés    | 24 507       | 97,52        | 20 430      | 93,20       |
| * conseiller sortant |                         |             |             |              |              |             |             |

### Canton de Saint-Cloud
| Candidats            | Candidats            | Partis      | Partis      | Premier tour | Premier tour |
| Candidats            | Candidats            | Partis      | Partis      | Voix         | %            |
| -------------------- | -------------------- | ----------- | ----------- | ------------ | ------------ |
| 1                    | Tatiana Barriac      |             | FN          | 3 232        | 15,20        |
| 1                    | Guillaume L'Huillier |             | FN          | 3 232        | 15,20        |
| 2                    | Jeanne Bécart        |             | UMP         | 13 384       | 62,94        |
| 2                    | Éric Berdoati*       |             | UMP         | 13 384       | 62,94        |
| 3                    | Xavier Brunschvicg   |             | PS          | 4 650        | 21,87        |
| 3                    | Isabelle Le Madec    |             | PS          | 4 650        | 21,87        |
|                      |                      |             |             |              |              |
| Inscrits             | Inscrits             | Inscrits    | Inscrits    | 47 631       | 100,00       |
| Abstentions          | Abstentions          | Abstentions | Abstentions | 25 101       | 52,70        |
| Votants              | Votants              | Votants     | Votants     | 22 530       | 47,30        |
| Blancs               | Blancs               | Blancs      | Blancs      | 1 120        | 4,97         |
| Nuls                 | Nuls                 | Nuls        | Nuls        | 144          | 0,64         |
| Exprimés             | Exprimés             | Exprimés    | Exprimés    | 21 266       | 94,39        |
| * conseiller sortant |                      |             |             |              |              |